# 祖尼人
祖尼人（祖尼语：A:shiwi，以前拼写为 Zuñi）是一个联邦政府承认的美洲原住民部落，普韦布洛族之一。大部分生活在美国新墨西哥州西部小科罗拉多河支流-祖尼河的祖尼普韦布洛（村），位于新墨西哥州盖洛普小镇以南5555公里（34英里）处。除保留地外，部落另在新墨西哥州的卡特伦县和亚利桑那州阿帕奇县还拥有自己的托管地，他们称自己的家园为“希维纳奇”（Shiwinnaqin）。

## 人口统计
2000年人口普查，祖尼部落有10228人参加了登记，根据普查记录，在祖尼保留地邮政区约有7790人，其中7619人居住在祖尼人统计区或布莱克罗克镇（Blackrock）。部落估计有将近10000至12000人，占部落总人口80％的人逃离了保留地。接近一半或43.0％的人生活在美国收入标准定义的贫困线之下。截至2010年，有538名祖尼人居住在亚利桑那州。

## 部落历史

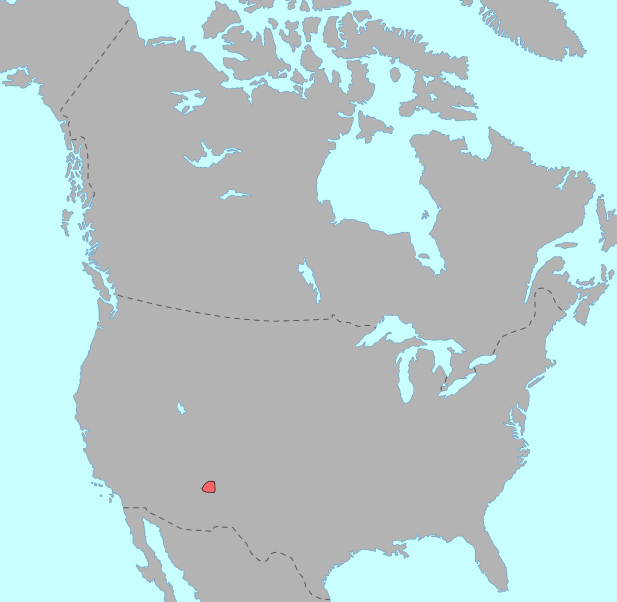
祖尼语分布.

考古表明，3000-4000年来祖尼人就一直在现在的地方从事农业耕种。大约3000年前祖尼人利用河流环境开始了灌溉农业。而后，祖尼人文化似乎与两千年前居住在新墨西哥州、亚利桑那州、犹他州和科罗拉多州南部的莫戈隆（Mogollon）和古普韦布洛人文化产生了联系。接近现代祖尼村的“大基瓦村”（village of the great kiva）修建于公元11世纪。然而，在祖尼地区，当时大概只是人口稀少的小型农业定居点，直到12世纪，人口和定居点规模才开始增加。到14世纪，祖尼人分布在有180-1400所房子的12个村庄。所有这些村庄，除了祖尼人外，到1400年均已废弃，并在接下来的200年中，又修建九个大的新村庄，这些就是早期西班牙探险家寻找的“锡沃拉七城”（seven cities of Cibola）。1650年，当时只有6个祖尼人村。
1539年，摩尔人奴隶埃斯特瓦尼科（Estevanico）为“弗赖·马科斯·德·尼扎”（Fray Marcos de Niza）的西班牙探险队作先遣队向导，被祖尼人当作奸细杀掉。这是西班牙人第一次与普韦布洛人的接触。弗朗西斯科·巴斯克斯·德·科罗纳多（Francisco Vásquez de Coronado）曾路过祖尼村。1629年西班牙人在哈维库（Hawikuh）修建了一座布道所。1632年当地祖尼人曾试图驱逐传教士，但1643年西班牙人在哈洛纳（Halona）又修建了另一座布道所。
1680年普韦布洛人起义前，祖尼人居住在六个不同的村庄。起义后直到1692年，他们退守至祖尼村东南5公里（3.1哩）的玉米山（Dowa Yalanne）—一座地勢險要、易守難攻的平頂山上據險而守。與西班牙人簽訂和約以後，祖尼人才搬回到他们现在所住的地方，仅在1703年曾短暂地返回过高地上。
19世纪中叶，祖尼族保持自给自足的生活方式，但经常面临阿帕奇族、纳瓦霍族和“平原印第安人”的袭击。他们的保留地在1877年被美国联邦政府正式承认。渐渐地，祖尼人的经济发展手段由农耕转向了牛羊放牧。
弗兰克·汉密尔顿·库欣（Frank Hamilton Cushing），一位与史密森尼学会有关的人类学先驱，曾在1879年至1884年期间与祖尼人生活在一起。他是最早的参与观察者和民族学家
在20世纪初，掀起了一场祖尼人反对在盐湖附近开挖煤矿的争论，该地方被祖尼人视为神圣之所并在他们的实际控制之下。矿井需从湖底下的含水层抽水，也牵涉到在盐湖和祖尼村之间进行施工。在几次诉讼后，该计划在2003年不了了之。

## 文化
祖尼人传统上讲祖尼语，一种与其他任何美洲原住民语言都没有联系的孤种语言。语言学家认为，祖尼人保持其语言的完整性至少有7000年了。祖尼拥有，但也从“克雷桑（Keresan）人”、“霍皮族”和“皮马人”（Pima people）的宗教和宗教纪念活动中借入了一些词汇。祖尼人继续着自己的传统宗教，定期举行宗教仪式和舞蹈，保持着一种独立和独特的信仰体系。
祖尼人过去和现在都是以灌溉农业和畜牧业为生的传统民族。得益于精心管理和资源节约，以及一种复杂的社区支持系统，他们的沙漠农业经济取得了相当的成功。许多当代祖尼人也依靠出售传统艺术品和手工艺品为生。部分祖尼人仍住在旧式村庄中，而另一些人则住进了砖块和混凝土砌成的现代平房中。虽然他们所在的地方相对孤僻，但他们欢迎尊敬的游客。
祖尼部落博览会和竞技表演在每年八月份的第三个周末举行。祖尼人也参加通常在八月初或八月中旬举行的盖洛普部落间的礼仪。

### 祖尼民族植物学
祖尼人文化中利用到了很多当地的植物。要了解详情，请参阅本文祖尼民族植物学。

### 祖尼陶器

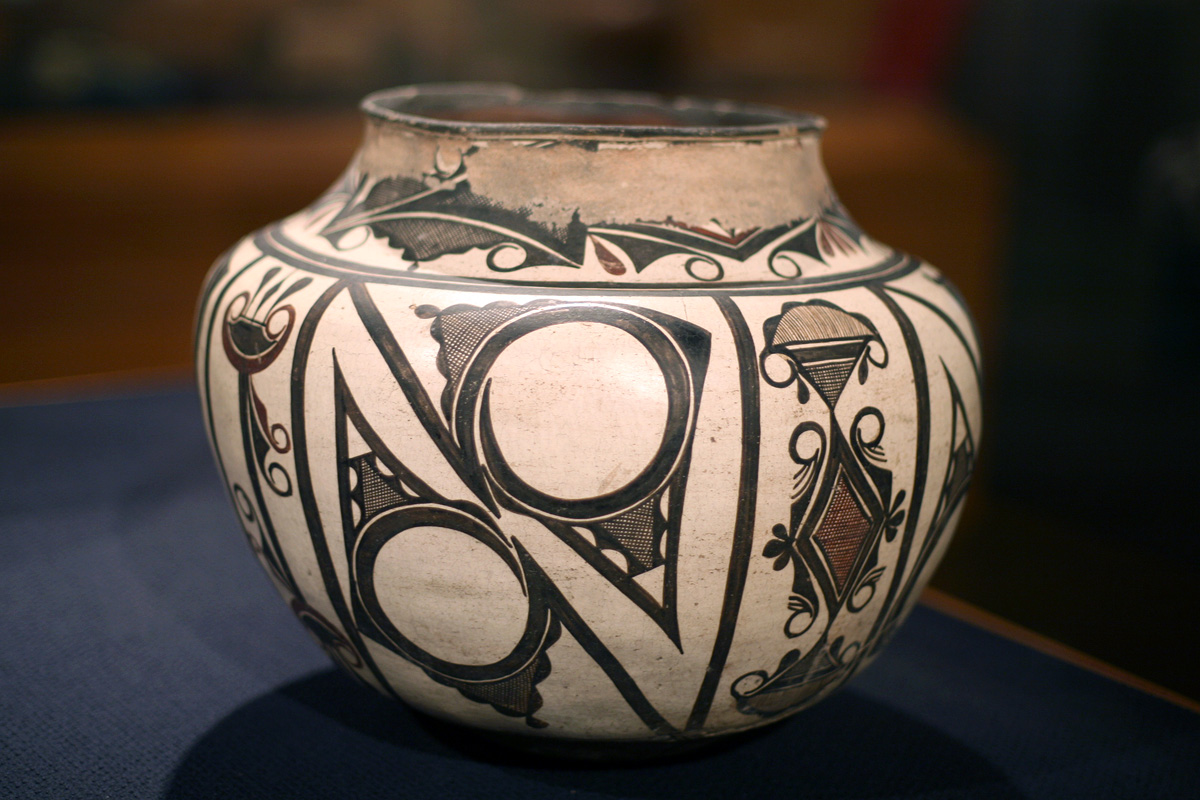
祖尼“奥拉”,19世纪末-20世纪初, 高12.5" ,布鲁克林博物馆

传统上，祖尼妇女制作用来贮存食物和水的陶器。他们使用家族符号来设计图案。制作陶器的粘土都采自当地。在取土前，女人先要按仪式感谢大地母亲（Awidelin Tsitda）。粘土经研磨、过筛并加水搅拌，卷成盘状并塑成容器或其它设计的器形，然后用刀刮平。表面洒上一层薄薄的，称为“滑溜”（slip）的细粘土，以得到额外的平滑度和颜色。容器干燥后，再用一块石头细细抛光，而后使用一把传统丝兰（yucca）刷，涂上自制的有机染料。陶器的功用决定了它的外形及表面图案。祖尼人的传统窑炉使用动物粪便烧制陶器。今天的祖尼陶工可能使用电窑。而烧制陶器通常是一种群体性作业，安静或低声沟通被认为是必要的，以便保留住粘土原来的“声音”和最终产品的目的。今天，销售陶器和传统艺术是许多祖尼人主要的收入来源之一。一位工匠可能是她直系及其他亲属的唯一财源支持者。很多女性制作陶器、服装和篮子。
祖尼人也制作用于仪式上和出售用的“玩偶”和项链，最近更多的是出售给收藏家。祖尼人出名的，是他们制作的精致银器。该行业开始于19世纪70年代后，他们从纳瓦霍人那里学会了基本的技艺，蓝亚德（Lanyade）是第一位祖尼银匠，学艺于“阿齐迪·科恩”（Atsidi Chon），一位纳瓦霍族工匠。到1880年，祖尼人珠宝商在银器中嵌入了绿松石。今天，首饰制作在祖尼人中作为一门艺术得到蓬勃发展。许多进祖尼人已成为银匠师傅并掌握了完善的玉石镶嵌技巧。他们发现，通过使用小块的玉石，他们能够制作出复杂和独特的图案。小椭圆形的玉石尖端被嵌入的彼此贴近、并排。该技术通常用于制作嵌有绿松石的项链或戒指。他们掌握的另一项工艺是绒绣。

### 宗教

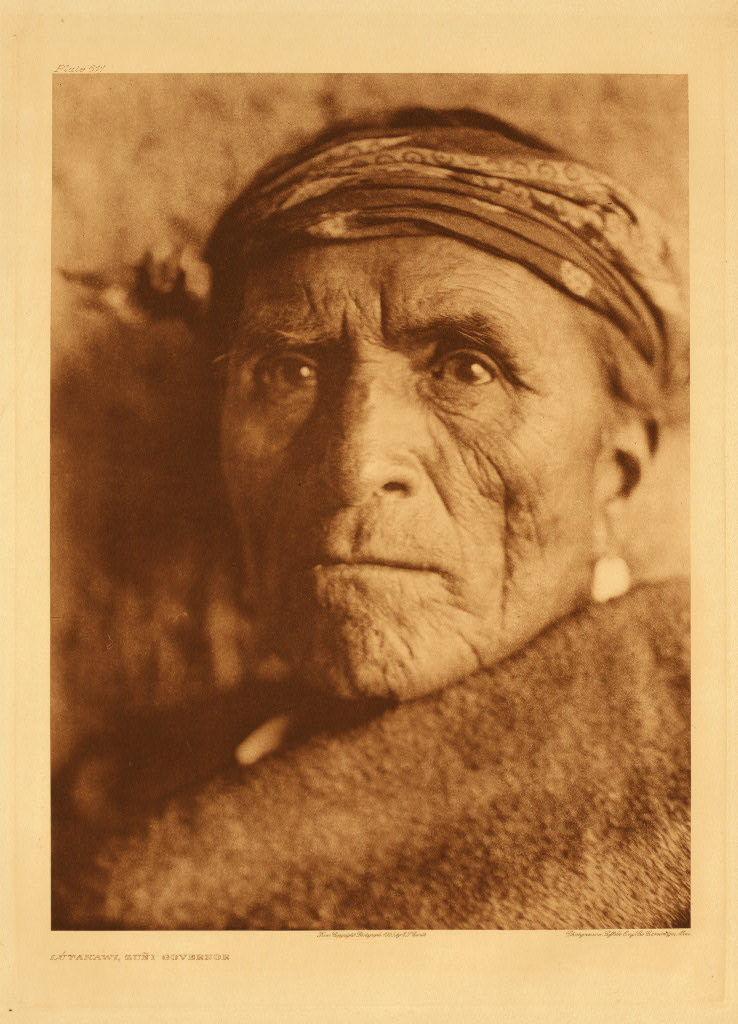
鲁塔卡维,祖尼人总督, 1925年前爱德华·柯蒂斯拍摄

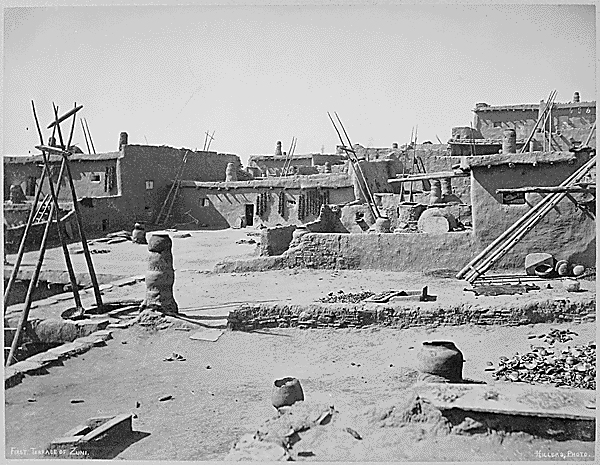
1879年的祖尼村

宗教是祖尼人生活的中心。他们的宗教信仰都集中于这三位最强大的神祇：大地妈妈、太阳爸爸和月光妈妈（Moonlight-Giving Mother），还有盐奶奶（Old Lady lt）、白壳女（White Shell Woman）及其他克特西那（Katsina，克奇那）神。
祖尼人有整套的宗教仪式。每个人的一生将通过重要仪式的庆祝来纪念所到达的人生阶段。出生、成年、结婚及死亡都要被特别庆祝。
祖尼人每四年都要“赤足”走到祖尼村西南约60英里（97公里），一处分离的面积为12482英亩（50.51平方公里）的祖尼保留地-“科鲁瓦拉瓦”（Kołuwala:wa），也称作“祖尼天堂”或“克奇那村”做一次宗教朝圣。为期四天的庆祝活动在夏至前后举行，该节庆已待续了数百年，也是当地居民众所周知的。
另一项被祖尼人和其它西南部落进行了几个世纪的宗教活动是每年到祖尼盐湖城的朝圣。他们在干旱月份收获食盐，并举办宗教庆贺仪式。盐湖是“盐妈妈”“Ma'l Okyattsik'i”的家，通过几条古普韦布洛路和小径可抵达。
男孩和女孩的成年礼庆祝仪式是不一样的，一位进入成年的女孩，将在清晨到她父母家，并磨一整天的玉米。玉米是一种神圣的食物，是祖尼人饮食中的主食。女孩将被宣布已做好为他人的福祉发挥作用的准备。
当一男孩成长为一名男人时，他将被家长带到所选的“灵性之父”的翅膀下。它将通过指示男孩完成所遵循的仪式。男孩将通过一定的入会仪式进入到一个男性社会。他将学习如何承担所规定的宗教、世俗或政治的职责。

## 脚注
1. 1 2  "祖尼普韦布洛人." （页面存档备份，存于） 亚利桑那本地网. 2012年4月21日检索.
2. ↑  "欢迎" （页面存档备份，存于）, 祖尼普韦布洛人,(检索2011年2月13日)
3. ↑  . Census.gov. 2012-04-20  [2012-04-27]. （原始内容存档于2014-12-18）.
4. ↑  邓普, 乔纳森 E. "祖尼人的经济来源." 西南考古. Vol. 22, No. 2,2008年春季, 第8页
5. ↑  肯塔埃, 基思. "祖尼村寨设计图: 公元950年-1680年." 西南考古. Vol 22, No. 2,2008年春季, 第15-16页
6. 1 2 3 4  普里茨科 109
7. ↑  大卫·罗伯茨, 普韦布洛人起义, 56 (西蒙与舒斯特, 2004年). ASIN B000MC1CHQ. 重印, 2005, ISBN 0-7432-5517-8
8. ↑  弗林特, 理查德和雪莉·库欣·弗林特 "多瓦·雅兰涅,或玉米山." Archive.today的存檔，存档日期2012-07-14新墨西哥洲洲历史办公室. 2012年4月21日.
9. ↑  弗兰克·汉密尔顿·库欣, 祖尼人 （内布拉斯加大学, 1979年）.
10. ↑  内亚里, 本. "部落反对电力行业开采计划的矿井" （页面存档备份，存于）, 洛杉矶时报, 2001-02-18. 2009年5月日检索.
11. ↑  内亚里, 本. "公共事业局放弃煤矿计划", 新墨西哥洲圣达菲市,2003年8月5日. 2009年5月26日检索.
12. ↑  赫尔·简 H."美国西南部 Vol. 22, No. 2,2008年春季, 第3页
13. ↑  莫雷尔, 维珍妮亚. "祖尼方式." （页面存档备份，存于） 史密森杂志. 2007年4月（2011年2月13日检索）
14. ↑  杰西·格林, 编辑. 祖尼人: 选自弗兰克汉密尔顿库欣的著作. 林肯: 内布拉斯加大学出版, 1979. ISBN 0-8032-7007-0
15. ↑  瓦德 182-183
16. ↑  阿代尔 122
17. ↑  阿代尔 14
18. ↑  "祖尼人 - 宗教与文化的表达." （页面存档备份，存于） 地区及其文化. （2011年10月30日检索）

## 延伸阅读
- 鲁思·本尼迪克特.祖尼神话.  2 vols. 哥伦比亚大学对人类学的贡献, no. 21. 纽约:哥伦比亚大学出版, 1935年. AMS出版社1969年重印.
- 本策尔, 露丝 L. "祖尼仪式介绍 （页面存档备份，存于）". （1932a）; "祖尼启源神话". （1932b）; "祖尼礼仪诗".（1932c）. 在美国民族学会第四十七届年度报告. Pp. 467–835. 华盛顿特区.: 政府印刷局,1932年. 重印, 祖尼礼仪:三位学生. 南希·帕累托介绍. 新墨西哥大学出版,1992年.
- 本策尔, 露丝 L. 祖尼文本. 美国民族学会刊物, 15. 纽约: G.E. Steckert & 有限公司, 1933年
- 库欣,弗兰克·汉密尔顿,巴顿·赖特, 祖尼人的神话世界, 新墨西哥大学出版 （页面存档备份，存于）, 1992年, 精装版, ISBN 0-8263-1036-2
- 戴维斯, 南希·约.（2000年）. 祖尼之谜. 诺顿. ISBN 0-393-04788-1
- 艾甘, 弗雷德和 T.N.潘迪.  "祖尼人历史, 1855年–1970年".  北美印第安人手册,西南部.  Vol.9.  Ed. 阿方索·奥尔蒂斯撰写.  Pp. 474–481.  华盛顿特区: 政府印刷局, 1979年.
- 哈特, E. 理查德, 2000年. “祖尼人的声明: 一位专家证人的反思,” 美洲印第安人文化与研究杂志, 24（1）: 163–171.
- 哈特, E. 理查德等. 祖尼人和法院:土地主权之争. 劳伦斯: 堪萨斯大学出版, 1995年. ISBN 978-0-7006-0705-1.
- 克罗伯, 阿尔弗雷德·L.（1984年）. 祖尼亲属和宗族. AMS 出版社. ISBN 0-404-15618-5
- 纽曼, 斯坦利·S. 祖尼字典. 印第安纳大学研究中心,第六版. 布卢明顿: 印第安纳大学, 1967年. ASIN B0007F3L0Y.
- 罗伯茨, 约翰.  "祖尼人".  价值取向的变化.  Ed. F.R.克拉克洪和 F.L. 斯托特拜克撰写.  Pp. 285–316.  埃文斯顿, IL 和艾姆斯佛德, 纽约: 罗, 彼得森, 1961年.
- 史密斯, 沃特森和约翰·罗伯茨. 祖尼法律:土地的价值. 美国考古与民族学皮博迪博物馆论文, Vol. 43.剑桥, 马里兰州: 皮博迪博物馆, 1954年.
- 特德洛克, 芭芭拉. 美丽与危险: 与祖尼印第安人对话 （页面存档备份，存于）, 纽约: 企鹅图书, 1992年.